# Tuncer Bakırhan
Tuncer Bakırhan (1970, Kayadibi, Cilawûz, Kars), és expresident i polític del Partit Democràtic Popular.
Bakırhan va néixer al poble de Cilawûz, a la província de Kars i va completar l'educació primària i la secundària a la ciutat de Kars. Es va graduar en Economia i Unitats Administratives al Departament d'Economia de la Universitats d'Uludag.
Bakırhan va participar en algunes activitats durant la seva estada a la Facultat d'Economia de la Universitat d'Uludağ. Va ser detingut i empresonat per fer propaganda del PKK. Des de 1989, ha tingut diferents càrrecs en partits en la línia del HEP. Quan Bakırhan, que havia estat candidat a l'alcaldia de Kars l'any 1999, HADEP va passar a formar part de la presidència de la província de Kars, així com d'altres membres del partit. DEHAP, que es va presentar a les eleccions parlamentàries de 2002 no va poder entrar al parlament, ja que no va superar el llindar de vots necessari malgrat l'elecció del diputat de la província de Kars. Llavors Bakırhan es va convertir en líder del DEHAP. Durant aquest temps, el partit es va dissoldre i els seus membres van anar a parar en el paraigües del DTP. Amb l'establiment d'aquest partit, es va transferir la presidència de dos anys a Ahmet Türk. En les eleccions del 29 de març de 2009, Bakırhan va ser elegit candidat a l'alcaldia del districte d'Esenyurt, un districte de la província d'Istanbul, per al DTP, però no va guanyar. L'any 2013, el KCK va ser empresonat sota el delicte d'alta direcció. En les eleccions municipals del 30 de març de 2014, va ser elegit alcalde de Siirt. Bakırhan va ser detingut el 16 de novembre de 2016 per "haver estat membre de l'organització terrorista armada PKK/KCK" i va ser expulsat de l'ajuntament al mateix dia 17 de novembre pel Ministeri d'Interior.